# 里奥-米纳斯新镇
里奥-米纳斯新镇（西班牙語：Villanueva del Río y Minas）是西班牙安达卢西亚自治区塞维利亚省的一个市镇。总面积152平方公里，总人口5218人（2001年），人口密度34人/平方公里。